# Phaonia muscinoides
Phaonia muscinoides este o specie de muște din genul Phaonia, familia Muscidae, descrisă de Fritz Isidore van Emden în anul 1943. Conform Catalogue of Life specia Phaonia muscinoides nu are subspecii cunoscute.